# Nau lateral

Naus laterals (en gris) d'una església o catedral.

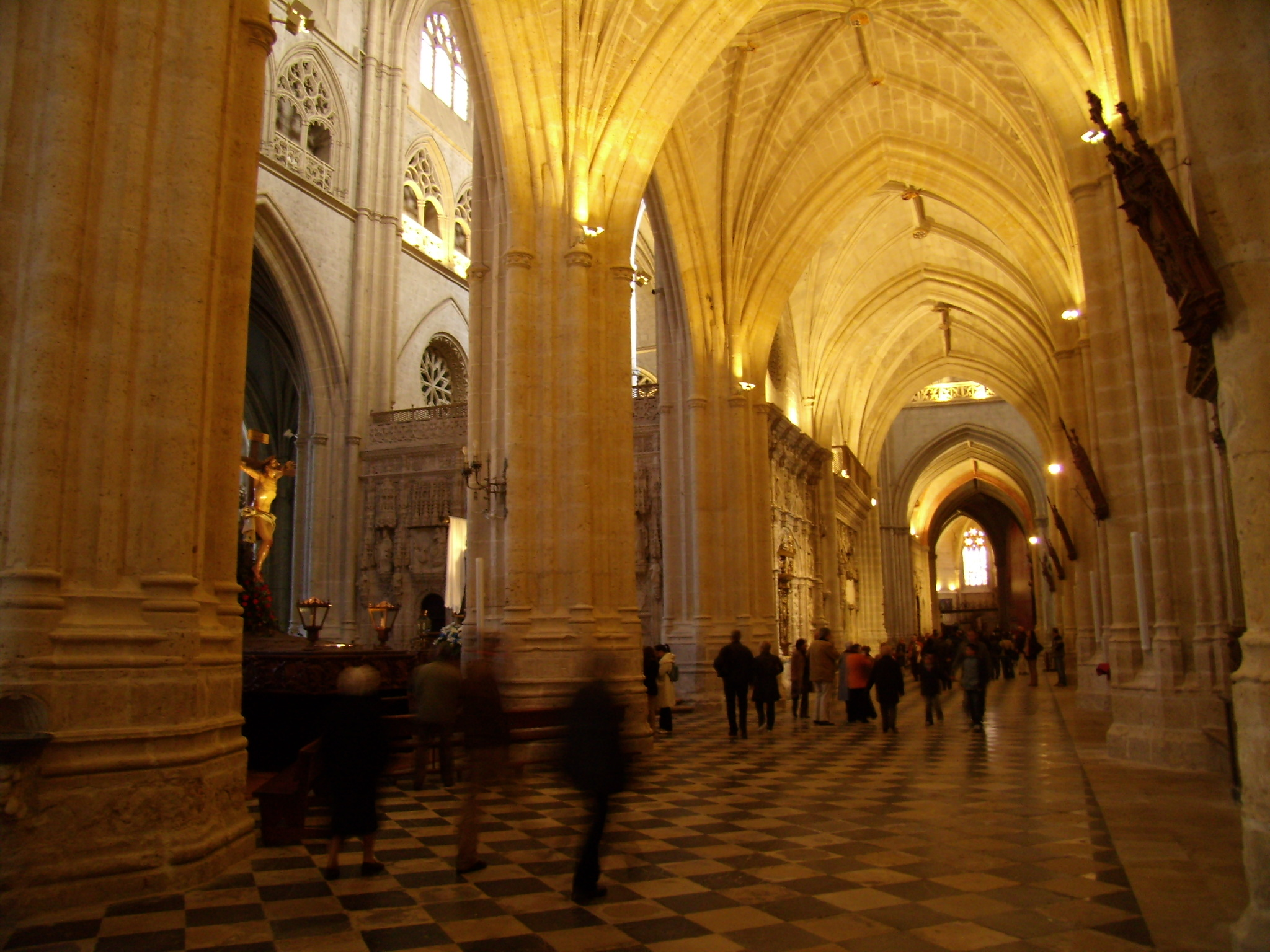
Nau lateral de l'Epístola de la Catedral de Palència, Espanya.

En arquitectura religiosa, una nau lateral és un espai delimitat per murs o columnes paral·lel a la nau central o principal. És habitual a les catedrals. Normalment, les naus laterals són més estretes i baixes que la central, i la seva alçada pot arribar a ser la meitat d'aqueixa. Les naus laterals poden tenir capelles adossades i sobre elles poden haver-hi tribunes.
De vegades, les naus laterals finalitzen en el creuer, i altres, poden arribar fins a l'absis. Quan les naus continuen i rodegen el cor formen un deambulatori on poden haver-hi una sèrie de capelles en la capçalera. En alguns casos, les catedrals hi poden tenir més d'una nau lateral a cada costat de la nau central. En planta estructural, les naus laterals són interrompudes pels contraforts que, a l'exterior, sostenen l'empenta dels arcs de la nau i per l'interior, pels pilars que suporten la nau.

## Arquitectures romànica i gòtica
A l'arquitectura gòtica, les cobertes de les naus laterals són més baixes que les de la nau central, permetent que entre la llum a través de les finestres del claristori. A l'arquitectura romànica, però, les cobertes estan a una alçada igual o una mica menor a les de la nau principal. En Alemanya, quan les esglésies tenen les cobertes de les naus d'igual altura, com en la Catedral de Sant Esteve de Viena, en la Wiesenkirche de Soest, a l'església de Sant Martí de Landshut i en la Frauenkirche (Església de Nostra Senyora) de Múnic, se les coneix com a Hallenkirchen.